# Горка (Молоковский район)
Го́рка— деревня в Молоковском районе Тверской области. Относится к Молоковскому сельскому поселению, до 2006 года — центр Горского сельского округа.
Находится в 17 километрах к северу от районного центра Молоково, близь реки Белой. Рядом (к востоку) — деревня Андрейцево.
По данным переписи 2002 года население — 59 жителей (31 мужчина, 28 женщин).

## История
В Списке населенных мест Тверской губернии 1859 года значится владельческая деревня Горка при ручье Гришаниха, имеет 22 двора, 149 жителей. Во второй половине XIX — начале XX века деревня относилась к Васильевскому приходу Арханской волости Весьегонского уезда. В 1888 году — 40 дворов, 253 жителя, промыслы отхожие: плотники, землекопы, мостовщики в Санкт-Петербурге.
В 1940 году деревня в составе Андрейцевского сельсовета Молоковского района Калининской области.
В 1997 году — 36 хозяйств, 93 жителя. Администрация сельского округа, центральная усадьба колхоза «Большевик», неполная средняя школа, детсад, ДК, библиотека, медпункт, отделение связи, магазин.